# Błagoj Nacoski
Błagoj Nacoski maced. Благој Нацоски (ur. 18 maja 1979 w Skopju) – macedoński śpiewak operowy (tenor).

## Życiorys
Pochodził z rodziny muzyków. Kształcił się w szkole muzyczno-baletowej im. Ilji Nikołowskiego-Łuja w swoim rodzinnym mieście, pod kierunkiem prof. Marii Nikołowskiej. Naukę kontynuował w konserwatorium w Rzymie, pod kierunkiem Mirelli Paruto i w Barcelonie, pod okiem Raula Gimeneza, doskonaląc tam swoje umiejętności wokalne. Odnosił sukcesy w konkursach dla młodych śpiewaków operowych w Rzymie, Pescarze i Alcamo.
Na scenie operowej zadebiutował w lutym 2003 rolą Artura w operze Łucja z Lammermooru, wystawioną przez Teatro dell’Opera di Roma. Po tym występie posypały się kolejne propozycje ról operowych. W jego repertuarze znalazła się rola Ferrando w Così fan tutte Mozarta, Don Ottavio w operze Don Giovanni i Almavivy w Cyruliku sewilskim. Niektóre z jego arii znalazły się na płycie wydanej w 2006 przez Deutsche Grammophon.
W maju 2007 zadebiutował na scenie operowej w swoim rodzinnym kraju. Zaśpiewał wtedy arię Lindoro z opery Włoszka w Algierze Rossiniego, którą wystawił Macedoński Teatr Opery i Baletu ze Skopja.

## Dyskografia
- 2006: W.A. Mozart, Il Sogno di Scipione, Deutsche Grammophon.
- 2007: R. Strauss, Ariadne auf Naxos, TDK.
- 2008: G. Donizetti, Lucie di Lamermoor, Dynamic.